# Zoran Todorovich
Zoran Todorovich (* 1961 in Belgrad) ist ein international tätiger deutscher Opernsänger serbischer Herkunft im Stimmfach lirico-spinto Tenor und Opernregisseur.

## Leben
Zoran Todorovich wurde 1961 in Belgrad, Serbien (damals Jugoslawien) geboren und wuchs als Sohn eines Schneiders in einer nicht musikalischen Familie auf. Er begann seine musikalische Ausbildung in seiner Heimatstadt, studierte aber zunächst Elektrotechnik, bevor er begann parallel Gesang zu studieren und im Opernchor zu singen. Verwandtschaft in  Deutschland ermutigte ihn zum Studium an der Hochschule für Musik und Darstellende Kunst Frankfurt am Main und in München. Seine erste Anstellung in einem Opernensemble erhielt Todorovich am Landestheater Detmold, danach wechselte er an das Niedersächsische Staatstheater Hannover. Dort sang er unter anderem den Duca in Rigoletto und Jeník in Die verkaufte Braut, bevor er 1997 an der Wiener Staatsoper mit der Rolle des B.F. Pinkerton in Madama Butterfly debütierte. Mit dieser Rolle, die er seitdem in circa 40 Produktionen verkörperte, begann Todorovichs internationale Karriere, die ihn unter anderem nach San Francisco, Tokio, London, Paris, Madrid, Barcelona, Zürich, Berlin, Brüssel, Hamburg und zu den Bregenzer Festspielen führte. Todorovich sang unter anderem Dick Johnson in La fanciulla del West, Rodolfo in La bohème, Don Alvaro in La forza del destino, Mario Cavaradossi in Tosca, Turiddu in Cavalleria rusticana, Pollione in Norma, Manrico in Il trovatore, Don José in Carmen, Éléazar in La Juive, Calàf in Turandot und die Titelrollen in Roberto Devereux, Andrea Chénier, Lohengrin, Parsifal, Don Carlos und Otello.
Todorovich ist passionierter Golfspieler und lebt mit seiner Familie in Blomberg in der Nähe von Detmold.

## Regie
Für sein viel beachtetes Regiedebüt wählte Todorovich die für ihn persönlich bedeutende Oper Madama Butterfly, die er am Landestheater Detmold unter der musikalischen Leitung des neuen Generalmusikdirektors Per-Otto Johansson und mit Publikumsliebling Megan Marie Hart in der Titelrolle inszenierte, die dafür als Gast an das Landestheater Detmold zurückkehrte.

## Diskografie (Auswahl)
- 2001: Zoran Todorovich: Portrait. Arte Nova Classics (LC 03480)
- 2005: Der Zigeunerprimas. cpo (777 058-2)
- 2006: Franz Lehár – Schön ist die Welt. cpo (777 055-2)
- 2011: Zoran Todorovich: Arias. OehmsClassics (OC 793)

## Filmografie
- 2006: Norma, Regie: Brian Large. Deutsche Grammophon (00044007342190)
- 2007: Tosca, Regie: Felix Breisach. Phoenix Edition, 2008 (801)
- 2009: La fanciulla del West, Regie: Misjel Vermeiren. Opus Arte, 2010 (OA BD7075 D)